# Solituderennen 1950
Résultats de la Solituderennen 1950 de Formule 2 qui a eu lieu sur le Circuit de Solitude le 13 août 1950.

## Classement
| Pos. | no  | Pilote                  | Écurie | Voiture                  | Tours | Temps/Abandon     | Grille |
| ---- | --- | ----------------------- | ------ | ------------------------ | ----- | ----------------- | ------ |
| 1    | 124 | Karl Kling              | Privé  | Veritas Meteor SL        | 10    | 52 min 50 s 4     |        |
| 2    | 127 | Hermann Lang            | Privé  | Veritas Meteor           | 10    | + 2 s 3           |        |
| 3    | 129 | Hans Stuck              | Privé  | AFM-Küchen               | 10    | + 1 min 41 s 4    | 1      |
| 4    | 126 | Karl Gommann            | Privé  | AFM 50 M4 - BMW          | 10    | + 3 min 27 s 1    |        |
| 5    | 107 | Heinz-Gerd Jäger        | Privé  | Veritas RS - BMW         | 9     | + 1 tour          |        |
| Abd. | 123 | Willi Heeks             | Privé  | AFM 2 - BMW              | 6     |                   |        |
| Abd. | 125 | Toni Ulmen              | Privé  | Veritas RS Spezial - BMW | 5     |                   |        |
| Abd. | 121 | Fritz Riess             | Privé  | AFM 3 - BMW              | 2     | Pompe à huile     |        |
| Abd. | 130 | Manfred von Brauchitsch | Privé  | AFM 1 - BMW              | 1     | Boîte de vitesses |        |
| Abd. | 131 | Paul Greifzu            | Privé  | BMW 326 Eigenbau         | 0     | Moteur            |        |

Légende:
- Abd.= Abandon

## Pole position et record du tour
- Pole position :  Hans Stuck (AFM-Küchen) en 5 min 6 s 3.
- Meilleur tour en course :  Karl Kling (Veritas) en 5 min 10 s 7.